# Viens voir papa !
Pour les articles homonymes, voir Who's Your Daddy?.
Viens voir papa ! (titre original : Who's Your Daddy?) est un film américain réalisé par Andy Fickman, sorti en 2003.

## Synopsis
Un étudiant de l'Ohio hérite d'une entreprise spécialisée dans la pornographie et se retrouve impliqué dans une lutte de pouvoir avec la direction.

## Fiche technique
- Titre : Viens voir papa!
- Titre original : Who's your daddy?
- Réalisation : Andy Fickman
- Scénario : Maria Veltre Druse et Jack Sekowski
- Société de production : Middle Fork Productions
- Compagnie : Christal Films
- Pays d'origine : États-Unis
- Format : Panoramique 1.85:1
- Genre : Comédie
- Durée : 105 minutes
- Date de sortie : 2003  États-Unis, 2010 (directement en vidéo avec le doublage canadien francophone)  France

## Distribution
Légende : VQ = Version Québécoise
- William Atherton (VQ : Jacques Lavallée) : Duncan Mack
- Justin Berfield : Danny Hughes
- Ryan Bittle : Hudson Reed
- Colleen Camp (VQ : Anne Dorval) : Beverly Hughes
- Brandon Davis (VQ : Renaud Paradis) : Chris Hughes
- Kadeem Hardison (VQ : Daniel Picard) : Andy Brookes
- Patsy Kensit (VQ : Camille Cyr-Desmarais) : Heather McKay
- Christine Lakin (VQ : Viviane Pacal) : Kate Reeves
- Ali Landry (VQ : Isabelle Leroylles) : Elissa
- Marnette Patterson (VQ : Charlotte Bernard) : Brittany Van Horn
- Robert Ri'chard (VQ : François Godin) : Murphy
- Lin Shaye : Betsy Harding
- Martin Starr (VQ : François Sasseville) : Scooter
- Charlie Talbert (VQ : Hugolin Chevrette) : Adam Torey
- Dave Thomas (VQ : Hubert Gagnon) : Carl Hughes
- Robert Torti (VQ : Gilbert Lachance) : Michael Hunt